# Склероз гіпокампу
Склероз гіпокампу (СГ) або мезіальний скроневий склероз ( МСС ) (від англ. Hippocampal sclerosis (HS) or mesial temporal sclerosis (MTS)) — загибель нейронів і гліоз нервової тканини гіпокампа. Найчастіше склероз гіпокампу відзначається при скроневій епілепсії  — за деякими оцінками, у 65% пацієнтів. До 16% випадків деменції також можуть супроводжуватися склерозом гіпокампу. Нейровізуалізаційні тести, такі як магнітно-резонансна томографія (МРТ) і позитронно-емісійна томографія (ПЕТ), можуть ідентифікувати людей зі склерозом гіпокампу. Гіпокампальний склероз виникає в 3 різних ситуаціях: мезіально-скронева епілепсія, нейродегенеративне захворювання дорослих і гостра травма мозку.

## Історія
У 1825 році Буше і Казав’є описали пальпаторну твердість і атрофію ункуса і медіальної скроневої частки мозку в епілептичних і неепілептичних осіб. У 1880 році Вільгельм Зоммер досліджував 90 головних мізків та описав класичну схему склерозу рогів Аммона, серйозну втрату нейрональних клітин у гіпокампальному субполі Ammonis 1 (CA1) і втрату деяких нейрональних клітин у гіпокампальному субполі CA4. Пізніше цей висновок підтвердив Братц.
У 1927 році Спілмейєр описав втрату клітин усіх субполів гіпокампа, загальну картину склерозу рогів Аммона, а в 1966 році Маргерісон і Корселліс описали втрату клітин, головним чином за участю субполя CA4, картину кінцевого склерозу фоліуму. У 1935 році Стаудер пов'язав судоми мезіальної скроневої частки зі склерозом гіпокампу.
У 1994 році Діксон та ін. описали гіпокампальний склероз, що виникає у літніх осіб старше 80 років із деменцією з непропорційно більшим порушенням пам’яті.
Пізніше було виявлено, що гіпокампальний склероз зустрічається у літніх людей з нейродегенеративними захворюваннями, такими як лобно-скронева лобарна дегенерація та бічний аміотрофічний склероз.
У 2006 році дослідники визначили, що бічний аміотрофічний склероз і лобно-скронева лобарна дегенерація часто є протеїнопатіями TAR ДНК-зв'язуючого білка 43 (TDP-43). У цьому ж році, в рамках дослідницької програми Європейського Союзу було створено Європейський банк епілептичного мозку (The European Epilepsy Brain Bank, EEBB). Його мета — стандартизувати опис гістопатологічної картини зразків, отриманих під час операції, та вивчати епілептогенні ураження головного мозку. Створення бази даних також спонукало експертів Міжнародної протиепілептичної ліги (International League against Epilepsy, ILAE) розробити міжнародну класифікацію клініко-патологічних підтипів фокальної кортикальної дисплазії та підтипів склерозу гіпокампа.
У 2007 році дослідники визначили, що це нейродегенеративне захворювання, лімбічна вікова енцефалопатія TDP-43 (LATE), є протеїнопатією TDP-43.
У 2009 році дослідники визнали, що приблизно 10-20% осіб із лобно-скроневою лобарною дегенерацією, не спричиненою тау-протеїнопатією, виникли через протеїнопатію РНК-зв’язуючого білка FUS (FUS); Гіппокампальний склероз часто супроводжував протеїнопатію FUS.

## Патологія
Мезіальний скроневий склероз гіпокампа (МССГ) — це патологічний стан, що характеризується дегенерацією нейронів в гіпокампі, структурі медіальної скроневої частки головного мозку. МССГ тісно пов'язаний з мезіальної скроневої епілепсії (МСЕ).
Типовий зразок мозку:
- Для МСЕ: хірургічний зразок, отриманий під час лікування епілепсії;
- Для нейродегенеративного захворювання дорослих: зразок аутопсії.

Класифікація:
- Міжнародна ліга проти епілепсії (ILAE) визначає 3 типи МССГ на основі втрати нейронів в підполях CA1, CA3 і CA4:
  - HS ILAE тип 1: Переважна втрата нейронів в CA1 і CA4;
  - HS ILAE тип 2: Втрата нейронів в CA1;
  - HS ILAE тип 3: Втрата нейронів в CA4.
- LATE (Limbic-predominant age-related TDP-43 encephalopathy): нейродегенеративне захворювання, пов'язане з накопиченням патологічного білка TDP-43.

Патологічні характеристики:
- МСЕ:
  - Склероз гіпокампа (HS ILAE тип 1) — найпоширеніший тип.
  - Дисперсія зернистих клітин зубчастої звивини;
  - Подвійна патологія (супутня аномалія скроневої частки) — у 15% пацієнтів.
- LATE:
  - Втрата пірамідних нейронів і гліоз в CA1, субікулумі, енторинальній корі та мигдалині;
  - Протеїнопатія TDP-43;
  - Однобічний склероз гіпокампа — 40-50% випадків.

Діагностика:
- Імунохімічне дослідження для визначення TDP-43, FUS, фосфорильованого тау або убіквітину.

Стадії LATE:
- Стадія 1: мигдалеподібне тіло;
- Стадія 2: мигдалеподібне тіло та гіпокамп;
- Стадія 3: мигдалеподібне тіло, гіпокамп і середня лобова звивина;

Склероз гіпокампа не є ні необхідним, ні достатнім для визначення стадії LATE.
Важливо:
- МССГ — це важлива причина епілепсії.
- LATE — це нейродегенеративне захворювання, пов'язане з накопиченням TDP-43.
- Імунохімічне дослідження може допомогти в діагностиці МТГ та LATE.

### Мезіальна скронева епілепсія
Типовий зразок мозку — це хірургічниа патологія, зразок мозку, отриманий під час хірургічного лікування епілепсії. Міжнародна ліга проти епілепсії (ILAE) визначає 3 типи склерозу гіпокампа (HS): переважна втрата нейрональних клітин у підполях CA1 і CA4 (HS ILAE тип 1), підполе CA1 (HS ILAE тип 2) або підполе CA4 (HS ILAE тип 3). Класичний і загальний склероз рогів Аммона відповідає HS ILAE типу 1. Серед зразків мозку зі склерозом гіпокампу HS ILAE типу 1 є найпоширенішим, HS ILAE типу 2 має 5-10 % поширеності, а HS ILAE типу 3 має поширеність 4-7,4 %. Проростання мохоподібного волокна є звичайним явищем.
Дисперсія зернистих клітин зубчастої звивини відноситься до шару зернистих клітин, який розширений, погано відмежований або супроводжується зернистими клітинами поза шаром (ектопічні зернисті клітини). Хоча вважалося, що ця закономірність пов’язана зі склерозом гіпокампа, порівняльне дослідження показало, що цей зв’язок не є правильним, оскільки така сама картина спостерігається в мозку без склерозу гіпокампа.
Подвійна патологія — аномалія скроневої частки, яка супроводжує склероз гіпокампа.  Це трапляється приблизно у 15% пацієнтів із склерозом гіпокампа, які завершили операцію з приводу епілепсії. Подвійна патологія включає кавернозну гемангіому, гетеротопію, кортикальну дисплазію, артеріовенозну мальформацію, дисембріопластичну нейроепітеліальну пухлину, церебральний інфаркт і забій головного мозку. Загальною асоціацією є подвійна патологія з HS ILAE типу 3.

### Нейродегенеративне захворювання дорослих
Типовий зразок мозку — це зразок аутопсії, зразок мозку, отриманий під час розтину.
Для людей похилого віку з підозрою на LATE імунохімію TDP-43 визначить, чи спричинила протеїнопатія TDP-43 гіпокампальний склероз. Втрата пірамідних клітин і гліоз відбуваються в секторі СА1, субікулумі, енторинальній корі та мигдалині. Втрата нейрональних клітин гіпокампа та гліоз непропорційні »невропатологічній зміні в тій самій ділянці» хвороби Альцгеймера. Однобічний гіпокампальний склероз має 40-50% поширеності, навіть якщо включення TDP-43 зачіпають обидві сторони мозку. Імунохімія TDP-43 не визначає протеїнопатію TDP-43, якщо склероз гіпокампу виникає внаслідок гіпоксії або мезіальної скроневої епілепсії. Проростання мохоподібних волокон є рідкістю.
У консенсусному звіті робочої групи LATE запропонована система визначення стадій LATE на основі анатомічної локалізації протеїнопатії TPD-43: мигдалеподібне тіло (стадія 1), мигдалеподібне тіло та гіпокамп (стадія 2), а також мигдалеподібне тіло, гіпокамп і середня лобова звивина (стадія 3); склероз гіпокампу недостатній або необхідний для встановлення стадії.
Імунохімія може ідентифікувати РНК-зв’язуючий білок FUS, фосфорильований білок тау або убіквітин, якщо лобно-скронева лобарна дегенерація не викликана протеїнопатією TGP-43.

## Клінічна картина

### Причини розвитку
Серед причин розвитку виділяють:
1. Спадковість — Якщо батьки або родичі страждали від проявів склерозу або скроневої епілепсії, ймовірність розвитку мезіального скроневого склерозу висока;
2. Судоми фібрильного характеру, які призводять до тих чи інших порушень метаболічного процесу. На тлі цього виникає набряк кори скроневої частки і руйнування нейронних клітин, атрофуються тканини і відбувається скорочення обсягу гіпокампа;
3. Різні механічні пошкодження, наприклад, перелом черепа, удари по голові або зіткнення здатні призвести до порушень незворотного характеру і розвитку позначеної патології;
4. Згубні звички, що виражаються у зловживанні алкогольними напоями або наркотичної залежності, сприяють руйнуванню клітин головного мозку і порушенню нейронних зв'язків. Таким чином, хронічний алкоголізм і склероз гіпокаму можуть бути об'єднані причинно-наслідковим зв'язком;
5. Перенесені травми, наприклад, аномальний розвиток скроневої області в період внутрішньоутробного розвитку або травми, отримані в процесі пологової діяльності;
6. Дефіцит кисню в мозкових тканинах;
7. Інфекційний процес, наприклад, менінгіт, енцефаліт та інші запальні процеси в тканинах головного мозку;
8. Інтоксикація організму протягом тривалого часу;
9. Порушений кровообіг у тканинах головного мозку;
10. Інсульт головного мозку;
11. Гіпертонічні процеси;
12. Наявність цукрового діабету;
13. Вік — у літніх людей подібне захворювання виявляють куди частіше, ніж у молодих.

### Симптоми:[1]
- Епілепсія: епілептичні напади, що починаються з дивних відчуттів, галюцинацій або ілюзій, можуть переходити до заціпеніння погляду, а також харчових або ротаторних імпульсів. З часом можуть виникати тоніко-клонічні судоми;
- Когнітивні порушення: порушення пам'яті, мислення, концентрації уваги;
- Інші симптоми: зміни поведінки, головний біль, тривожність, порушення сну, панічні атаки.

#### Мезіальна скронева епілепсія
Склероз гіпокампу є найпоширенішою аномалією головного мозку у хворих на скроневу епілепсію. Гіппокампальний склероз може виникнути у дітей віком до 2 років, причому 1 випадок спостерігається вже у віці 6 місяців. Приблизно 70% тих, хто оцінюється для хірургії скроневої епілепсії, мають гіпокампальний склероз. Близько 7% пацієнтів із скроневою епілепсією мають сімейну мезіальну скроневу епілепсію, а 57% пацієнтів із сімейною мезіальною скроневою епілепсією мають МРТ докази склерозу гіпокампу.
Електроенцефалографічні та хірургічні дослідження показують, що судоми скроневої частки виникають із ділянок гіпокампу з серйозною втратою нейрональних клітин. Внутрішньочерепна електроенцефалограма фіксує початок нападу переднього гіпокампа в осіб із серйозною втратою нейронів переднього гіпокампа та комбінований початок нападу переднього та заднього гіпокампа в осіб із тяжкою комбінованою втратою клітин переднього та заднього нейронів. Хірургічне видалення гіпокампу, що зберігає сусідні структури, призводить до покращення контролю над нападами в багатьох випадках мезіальної скроневої епілепсії. Відсутність склерозу гіпокампа в деяких хворих на епілепсію скроневої частки свідчить про те, що неконтрольовані судоми не завжди призводять до склерозу гіпокампа.
Немає чіткого зв'язку між фібрильними судомами та розвитком мезіального скроневого склерозу. Дослідники виявили, що склероз гіпокампу та тривалість епілепсії понад 10 років призводить до парасимпатичної дисфункції, рефрактерна епілепсія призводить до симпатичної дисфункції, а лівосторонній склероз гіпокампа призводить до відносно більшої парасимпатичної дисфункції. Склероз гіпокампу може впливати на те, як таламус модулює напади мезіальної скроневої епілепсії.
Захворюваність і смертність від рефрактерної епілепсії та побічні ефекти медикаментозного лікування серйозно впливають на життя. Ті, у кого в ранньому віці почалася епілепсія та склероз гіпокампу, мають гірший прогноз щодо позбавлення від нападів. Серед пацієнтів із невиліковною мезіально скроневою епілепсією та гіпокампальним склерозом близько 70% позбулися нападів після операції з приводу епілепсії.

#### Нейродегенеративне захворювання дорослих
У LATE TDP-43, зазвичай нефосфорильований білок, що знаходиться в ядрі, фосфорилюється та неправильно локалізується в цитоплазмі та нейритах. Включення відбуваються в мигдалині, гіпокампі, енторинальній корі або зубчастій звивині. LATE зустрічається приблизно у 20-50% мозку людей похилого віку. Приблизно 5-40% пацієнтів з Пізнім не мають склерозу гіпокампу. Пізня проявляється як амнестична деменція, подібна до хвороби Альцгеймера, у літніх людей старше 80 років.
Склероз гіпокампу зустрічається при інших нейродегенеративних захворюваннях. Склероз гіпокампу зустрічається приблизно у 66% пацієнтів із лобно-скроневою лобарною дегенерацією, спричиненою протеїнопатією TDP-43 або FUS. Склероз гіпокампу зустрічається приблизно у 60% пацієнтів з прогресуючою протеїнопатією TDP-43 (PSP-TDP) надядерним паралічем і приблизно у 5% пацієнтів з деменцією з тільцями Леві. Склероз гіпокампу зустрічається приблизно у 23% пацієнтів із хронічною травматичною енцефалопатією; Протеїнопатія TP-43 супроводжувала 96% пацієнтів із склерозом гіпокампу.

#### Гостра черепно-мозкова травма
Склероз гіпокампу може виникнути при гіпоксично-ішемічному пошкодженні, гіпоглікемії, токсинах (каїнова кислота, домоєва кислота) і вірусному герпесвірусному лімбічному енцефаліті людини.

### Діагностика:[1][3]
- Неврологічний огляд: оцінка інтелектуальних можливостей, поведінки, рефлексів;
- Електроенцефалографія (ЕЕГ): виявлення патологічних електричних імпульсів у мозку;
- МРТ та КТ: візуалізація структур головного мозку;
- Ангіографія: оцінка кровотоку в мозку;
- ЕХО-енцефалографія: використовується для дітей раннього віку.

### Лікування:[1][3]
- Протисудомні препарати: для контролю епілептичних нападів;
- Хірургічне лікування: використовується, коли медикаментозна терапія не дає результатів. Видаляється уражена ділянка мозку (скронева лоботомія);
- Профілактичні заходи: регулярний прийом ліків, режим сну, дієта, відмова від алкоголю та куріння, контроль температури тіла, обмеження кофеїну.

#### Прогноз:
Прогноз залежить від тяжкості захворювання та індивідуальних особливостей пацієнта. У деяких випадках МСС можна успішно контролювати медикаментозно. Хірургічне лікування може призвести до значного поліпшення стану.

## Нейровізуалізація

### Мезіальна скронева епілепсія
На МРТ-зваженому T2 або T2-fluid-attenuated інверсійному скануванні (FLAIR) склероз гіпокампу виглядає як підвищений сигнал, менший розмір (атрофічний) гіпокамп із менш чітко вираженою внутрішньою структурою. Посилення сигналу означає, що склероз гіпокампу буде яскравішим на зображенні МРТ. Менш чітко визначена внутрішня структура означає відсутність очікуваних чітких меж між сірою та білою речовиною гіпокампа. Загальний об’єм гіпокампу також зменшується. Зменшення об’єму виникає через втрату клітин нейронів, а посилення сигналу — через гліоз.
ПЕТ-сканування з 18F-фтордезоксиглюкозою (18F-FDG) може показати зниження метаболізму глюкози в скроневій частці з атрофією гіпокампа. Ця ділянка зниженого метаболізму глюкози може виходити за межі гіпокампу та охоплювати медіальну та латеральну скроневу частку.

### Нейродегенеративне захворювання дорослих
У LATE МРТ часто показує асиметричну атрофію гіпокампа, яка прогресує в рострально-каудальному градієнті. Атрофія нижньої лобової, передньої скроневої та острівцевої кори головного мозку часто супроводжує LATE атрофію гіпокампу, така ж анатомічна картина протеїнопатії TDP-43 під час аутопсії.  Зменшені об’єми субікулуму та CA1, визначені за допомогою МРТ, відповідають склерозу гіпокампу, який пізніше виявили під час розтину.
ПЕТ-сканування 18F-FDG пацієнтів із LATE показує знижений метаболізм глюкози в медіальній скроневій частці, включаючи гіпокамп.